# 内山篤
内山 篤（うちやま あつし、1959年6月29日 - ）は、日本の元サッカー選手、サッカー指導者。元ジュビロ磐田監督。ポジションはミッドフィールダー。静岡県出身。実兄の内山勝も元サッカー選手。

## 経歴
国士舘大学サッカー部を経て1983年に日本サッカーリーグ1部のヤマハ発動機（現 ジュビロ磐田）に入部。中心選手として1987-88シーズンに同サッカー部の日本サッカーリーグ初制覇に貢献した。日本代表としてもワールドカップ・メキシコ大会(1986)予選など、国際Aマッチ2試合に出場した。
現役引退後は指導者の道へ進み、2004年から古巣の磐田に復帰し、ユース監督に就任。2004年の高円宮杯で準優勝し、大量6人の選手をトップに昇格させるなど実績を積む。日本サッカー協会公認 S級ライセンスを取得している。
2007年、トップチームコーチ兼サテライト監督に就任。同年9月には、アジウソン監督の辞任を受け、トップチーム監督に就任している。しかし黄金期の磐田を復活させると言う看板を掲げての采配で結果を出せず、2008年8月28日、16位と言う成績不振を問われて解任された。
2013年よりアンダー世代の日本代表のコーチを歴任し、2014年にU-19日本代表のコーチとしてＵ-19アジア選手権に参加。本大会出場を逃した鈴木政一の辞任を受けて翌年からU-19日本代表の監督に就任。
2016年、U-19アジア選手権で準々決勝を突破し、10年ぶりとなるFIFA U-20ワールドカップ出場へ導いた。

## 所属クラブ
- 清水東高校
- 国士舘大学
- 1982年 - 1992年 ヤマハ発動機

## 個人成績
| 国内大会個人成績 | 国内大会個人成績 | 国内大会個人成績 | 国内大会個人成績 | 国内大会個人成績 | 国内大会個人成績 | 国内大会個人成績 | 国内大会個人成績 | 国内大会個人成績 | 国内大会個人成績 | 国内大会個人成績 | 国内大会個人成績 |
| 年度             | クラブ           | 背番号           | リーグ           | リーグ戦         | リーグ戦         | リーグ杯         | リーグ杯         | オープン杯       | オープン杯       | 期間通算         | 期間通算         |
| 年度             | クラブ           | 背番号           | リーグ           | 出場             | 得点             | 出場             | 得点             | 出場             | 得点             | 出場             | 得点             |
| 日本             | 日本             | 日本             | 日本             | リーグ戦         | リーグ戦         | JSL杯            | JSL杯            | 天皇杯           | 天皇杯           | 期間通算         | 期間通算         |
| ---------------- | ---------------- | ---------------- | ---------------- | ---------------- | ---------------- | ---------------- | ---------------- | ---------------- | ---------------- | ---------------- | ---------------- |
| 1982             | ヤマハ           |                  | JSL2部           | 17               | 3                |                  |                  |                  |                  |                  |                  |
| 1983             | ヤマハ           |                  | JSL1部           | 18               | 2                |                  |                  |                  |                  |                  |                  |
| 1984             | ヤマハ           |                  | JSL1部           | 18               | 2                |                  |                  |                  |                  |                  |                  |
| 1985             | ヤマハ           | 17               | JSL1部           | 21               | 2                |                  |                  |                  |                  |                  |                  |
| 1986-87          | ヤマハ           | 17               | JSL1部           | 22               | 3                |                  |                  |                  |                  |                  |                  |
| 1987-88          | ヤマハ           | 17               | JSL1部           | 22               | 2                |                  |                  |                  |                  |                  |                  |
| 1988-89          | ヤマハ           | 17               | JSL1部           | 21               | 2                |                  |                  |                  |                  |                  |                  |
| 1989-90          | ヤマハ           | 17               | JSL1部           | 19               | 1                | 5                | 0                |                  |                  |                  |                  |
| 1990-91          | ヤマハ           | 17               | JSL1部           | 21               | 1                | 0                | 0                |                  |                  |                  |                  |
| 1991-92          | ヤマハ           | 17               | JSL1部           | 16               | 0                | 1                | 0                |                  |                  |                  |                  |
| 通算             | 日本             | 日本             | JSL1部           | 178              | 15               |                  |                  |                  |                  |                  |                  |
| 通算             | 日本             | 日本             | JSL2部           | 17               | 3                |                  |                  |                  |                  |                  |                  |
| 総通算           | 総通算           | 総通算           | 総通算           | 195              | 18               |                  |                  |                  |                  |                  |                  |

その他の公式戦
- 1990年
  - コニカカップ 6試合2得点
- 1991年
  - コニカカップ 6試合1得点
- 1992年
  - ゼロックス・チャンピオンズ・カップ 1試合0得点

## 代表歴

### 出場大会など
- ワールドカップ・メキシコ大会(1986)予選

### 試合数
- 国際Aマッチ 2試合 0得点(1984-1985)[1]

| 日本代表 | 国際Aマッチ | 国際Aマッチ | その他 | その他 | 期間通算 | 期間通算 |
| 年       | 出場        | 得点        | 出場   | 得点   | 出場     | 得点     |
| -------- | ----------- | ----------- | ------ | ------ | -------- | -------- |
| 1984     | 1           | 0           | 0      | 0      | 1        | 0        |
| 1985     | 1           | 0           | 4      | 0      | 5        | 0        |
| 通算     | 2           | 0           | 4      | 0      | 6        | 0        |

### 出場
| No. | 開催日         | 開催都市     | スタジアム | 対戦相手     | 結果 | 監督   | 大会               |
| --- | -------------- | ------------ | ---------- | ------------ | ---- | ------ | ------------------ |
| 1.  | 1984年09月30日 | ソウル       |            | 韓国         | ○2-1 | 森孝慈 | 日韓定期戦         |
| 2.  | 1985年02月23日 | シンガポール |            | シンガポール | ○3-1 | 森孝慈 | ワールドカップ予選 |

## 指導歴
- JFAナショナルコーチングスタッフ
- 1992年 - 2008年 : ジュビロ磐田
  - 1992年 - 1993年 : コーチ
  - 1994年 - 1996年 : ユース監督
  - 1997年 : サテライト監督
  - 1998年 : トップコーチ
  - 1999年 : スカウト
  - 2000年 - 2002年 : ホームタウン推進室担当コーチ
  - 2003年 : スカウト兼ホームタウン推進室担当コーチ
  - 2004年 - 2006年 : ユース監督
  - 2007年 : トップコーチ兼サテライト監督
  - 2007年9月 - 2008年8月 : トップ監督
- 2013年 - : U-17日本代表、U-18、19、20日本代表
  - 2013年 : U-18日本代表コーチ
  - 2014年 : U-17、U-18日本代表監督
  - 2014年 : U-19日本代表コーチ
  - 2015年 - 2017年: U-20日本代表監督

## 監督成績
| 年度 | 所属 | クラブ | リーグ戦 | リーグ戦 | リーグ戦 | リーグ戦 | リーグ戦 | リーグ戦 | カップ戦   | カップ戦 |
| 年度 | 所属 | クラブ | 順位     | 試合     | 勝点     | 勝利     | 引分     | 敗戦     | ナビスコ杯 | 天皇杯   |
| ---- | ---- | ------ | -------- | -------- | -------- | -------- | -------- | -------- | ---------- | -------- |
| 2007 | J1   | 磐田   | 9位      | 10       | 15       | 4        | 3        | 3        | -          | 5回戦    |
| 2008 | J1   | 磐田   | 16位     | 23       | 26       | 7        | 5        | 11       | 予選リーグ | -        |

- 2007年の順位は最終順位。
- 2008年の順位は退任時。